# ポリュペルコン
 ポリュペルコン（希: Πολυπέρχων、Polyperchon、紀元前394年 - 紀元前303年）は、ピリッポス2世とアレクサンドロス3世に仕えたマケドニア王国の将軍である。

## アレクサンドロスの死まで
ポリュペルコンはエペイロスのテュンファイア（en）出身のシンミアスの子である。彼はアレクサンドロスの東征では最高齢の指揮官として戦った。紀元前323年にポリュペルコンはクラテロスの副官として彼と共に除隊兵をマケドニアへ戻す任についた。

## ディアドコイ戦争
ポリュペルコンたちがキリキアに到った時にアレクサンドロス3世が死んだ。彼らはラミア戦争にて苦戦中のアンティパトロスの援軍としてギリシアに赴いて反乱を鎮圧したが、その後もポリュペルコンはマケドニアに留まり続けた。アンティパトロスやクラテロスらがペルディッカスと対立した時、ポリュペルコンはアンティパトロスとクラテロスによってギリシアとマケドニアの総督に任じられ、後方の守りを任された。
紀元前319年のアンティパトロスの死に際し、ポリュペルコンは帝国摂政と全軍の最高司令官に指名されたが、アンティパトロスの子カッサンドロスがそれに反対し、両者は争いに陥った。それは他のディアドコイにも飛び火し、アンティゴノスおよびプトレマイオスと同盟したカッサンドロスに対して、ポリュペルコンはエウメネスと同盟してそれに対抗した。
その一方で、ポリュペルコンはギリシア諸都市の確実な支配に成功し、ギリシア諸都市の自由を宣言した。しかし、彼の艦隊は紀元前318年にアンティゴノスによって打ち破られ、その年にカッサンドロスはアテナイの支配を得た。その後すぐに、ポリュペルコンはカッサンドロスによってマケドニアを追われ、エペイロスに逃げた。彼はそこでアレクサンドロスの母オリュンピアス、アレクサンドロスの未亡人ロクサネ、アレクサンドロスの遺児アレクサンドロス4世と合流した。彼はオリュンピアスとエペイロス王アイアキデスとの同盟を締結した。こうして力を得たオリュンピアスはマケドニアに進軍し、カッサンドロスと結び敵対していたピリッポス3世とその妃エウリュディケ2世の軍を破って虜とし殺したが、すぐにペロポネソス半島より戻ってきたカッサンドロスに敗れ、紀元前316年に捕らえられて殺された。同時にカッサンドロスはロクサネとアレクサンドロス4世を軟禁した。
ポリュペルコンはペロポネソスへ逃げ、カッサンドロスとの同盟を破棄していたアンティゴノスと同盟し、コリントスとシキュオンを除く全てのペロポネソス半島を支配下においた。再び戦争が始まり、アンティゴノスはアレクサンドロスの庶子ヘラクレス（en）をカッサンドロスとの交渉の切り札としてポリュペルコンに送った。しかし、カッサンドロスに買収されたポリュペルコンはその少年を紀元前309年に殺害してしまった。その後、彼はペロポネソスの支配を数年後の死まで維持したが、政治面で更なる役割を演じることはなかった。